# Зірколист решетоподібний
Зірколист решетоподібний (Pseudobryum cinclidioides) — вид мохів порядку головмохальних (Bryales).

## Поширення
Ареал охоплює такі частини світу: Європа, Північна Америка, Азія.
Населяє вологий ґрунт або гумус на болотах, болотистих місцевостях, вологих луках, струмках, вологих западинах у лісах, валунах, коріння дерев.

## Характеристика
Рослини великі, часто зростаються з іншими мохоподібними. Листки з верхівками тупими чи гострими.